# Samoa Joe
Nuufolau Joel Seanoa (Condado de Orange, California, Estados Unidos; 17 de marzo de 1979) es un luchador profesional y comentarista estadounidense de ascendencia samoana, conocido mundialmente bajo el nombre Samoa Joe, quien actualmente trabaja para All Elite Wrestling (AEW). También realiza apariciones en la promoción hermana de AEW, Ring of Honor (ROH).
Seanoa también es conocido por haber trabajado para la promoción de lucha libre profesional Pro Wrestling NOAH (NOAH), Total Nonstop Action Wrestling (TNA) y WWE.
Seanoa es cuatro veces Campeón Mundial al haber sido una vez Campeón Mundial de ROH, una vez Campeón Mundial Peso Pesado de la TNA, tres veces Campeón de NXT (su tercer reinado reconocido como Campeonato Mundial) y una vez Campeón Mundial de AEW. También ha sido una vez Campeón Puro de ROH, una vez Campeón Mundial Televisivo de ROH, dos veces Campeón de Estados Unidos de la WWE, dos veces Campeón TNT de AEW, cinco veces Campeón de la División X de la TNA, una vez Campeón de la Televisión de la TNA, dos veces Campeón Mundial en Parejas de la TNA y una vez Campeón en Parejas de la GHC. Todo lo anterior lo convierte en un Campeón de la Triple Corona y Gran Campeón. Fue Ganador del King of the Mountain de 2008, del Feast or Fired de 2009, de la Super X Cup 2005, del Gauntlet for the Gold 2007 y primer ganador del Dusty Rhodes Tag Team Classic junto a Finn Bálor.

## Carrera
La familia de Samoa Joe fundó una compañía de baile de música romántica polinésica en Estados Unidos llamada Tiare Productions. Joe debutó en el escenario en la inauguración de los Juegos Olímpicos de Los Ángeles 1984 a la edad de 5 años. Luego se convirtió en el campeón Estatal Júnior de Judo de California y también fue jugador de la liga de fútbol americano asistiendo a la Ocean View High School.
Joe inició su carrera en la lucha libre profesional en julio de 1999 como el primer graduado de la UIWA, una escuela del ahora extinto West Coast Dojo. Fue entrenado bajo la guía de Johnny Hemp, Cincinatti Red y John Delayo.
Su debut se produjo en julio de 1999 en un combate contra "Uncle" Jess Hansen, tan solo tres meses después de haber empezado a entrenar. A partir de ese momento, Joe fue escalando con rapidez posiciones en las clasificaciones de luchadores independientes de toda California. Pronto firmó con la antigua promoción de desarrollo de la World Wrestling Federation (WWF), Ultimate Pro Wrestling (UPW), donde se enfeudó con su amigo en la vida real John Cena y finalmente obtuvo el Título Peso Pesado de la UPW. Además aparición en la televisión de la WWF contra Essa Rios, lucha que perdió.
Luego de su paso por UPW, Joe se fue a la lucha libre japonesa, a la promoción de Shinya Hashimoto, ZERO ONE, luchando en su serie de eventos de pago por visión y en su torneo anual llamado Burning Heart. Durante este tiempo Joe luchó por la promoción del Sur de California, Pro Wrestling Guerrilla, donde ganó reputación en su rivalidad con Super Dragon.

### Ultimate Pro Wrestling (2000–2001)
Rápidamente, firmó con el antiguo territorio de desarrollo de la World Wrestling Federation la Ultimate Pro Wrestling (UPW), donde empezó un feudo con John Cena. Entre tanto, hizo una aparición en la WWF 
, en el programa WWF Jakked, perdiendo ante Essa Rios. En este tiempo, consiguió en una ocasión el Campeonato Peso Pesado de la UPW.

### Pro Wrestling Zero1 (2001–2002)
En junio de 2001, viajó a Japón para luchar por primera vez en el país nipón, participando en la empresa de Shinya Hashimoto, Pro Wrestling Zero1, participando en una serie de pay-per-view y en el torneo anual Burning Heart.
Continuó trabajando para la empresa a lo largo de 2002, participando en sus eventos más importantes y torneos. Tras hacer equipo con Keiji Sakoda, se convirtieron en los primeros Campeones Intercontinentales de Parejas de la NWA, pero su reinado no fue reconocido. Durante este tiempo trabajó tanto como Samoa Joe y como King Joe, pero dejó la promoción cuando pidió tener un gimmick más llamativo.

### Pro Wrestling Guerrilla (2003–2007)
En noviembre de 2003, participó en el evento de la Pro Wrestling Guerrilla An Inch Longer Than Average en el cual derrotó a CM Punk y en el siguiente evento llamado Pimpin' In High Places derrotó a BJ Whitmer. Para el primer evento del 2004 Tango & Cash Invitational formó equipo con Puma en el torneo para determinar a los primeros Campeones en Parejas de PWG, logrando derrotar en la primera ronda a The Ballard Brothers, pero en segunda ronda fueron derrotados por B-Boy & Homicide. En Taste The Radness enfrentó a Shannon Ballard pero perdió tras ser descalificado. Su feudo con The Ballard Brothers continuó llevándolos a luchar en Kee_ The _ee Out Of Our _ool! donde se enfrentó a ellos junto con Bryan Danielson, pero su equipo perdió cuando Joe causó una descalificación.
Esto hizo que empezara una rivalidad con Danielson que los llevó a enfrentarse en The Musical en donde terminaron sin resultado tras exceder los 30 minutos de tiempo límite. En el evento Rocktoberfest logró derrotar a B-Boy, luego en The Reason for the Season hizo equipo con Ricky Reyes en una lucha donde fueron derrotados por Bryan Danielson y Christopher Daniels. En la lucha principal de The Secret of the Ooze consiguió derrotar a Super Dragon por conteo fuera del ring, esta victoria lo llevó a ser tenido en cuenta para luchar por el Campeonato Mundial de PWG en The Next Show contra Frankie Kazarian, pero no logró ganar tras ser descalificado en la lucha. En Use Your Illusion III Joe consiguió derrotar a Joey Ryan, más tarde en Uncanny X-Mas derrotó a Bryan Danielson. En febrero de 2005 en el evento All Nude Revue tuvo una nueva oportunidad por el campeonato mundial de PWG contra Super Dragon pero perdió por conteo fuera. En la primera noche de All Star Weekend enfrentó a AJ Styles en una lucha para determinar al retador al título, pero fue derrotado. Para el evento Smells Like Steen Spirit logró derrotar a Super Dragon. En Battle of Los Angeles junto a NOSAWA derrotaron a Kikutaro y Top Gun Talwar. En All Star Weekend 2: Electric Boogaloo enfrentó a Kevin Steen por el campeonato mundial de PWG pero fue derrotado. En Astonishing X-Mas derrotó a Davey Richards. En noviembre de 2006 en el evento All Star Weekend IV derrotó a Rocky Romero. En abril de 2007 en All Star Weekend V derrotó a Low Ki siendo esta su última aparición.

### Ring of Honor (2002–2007)

#### 2002–2003

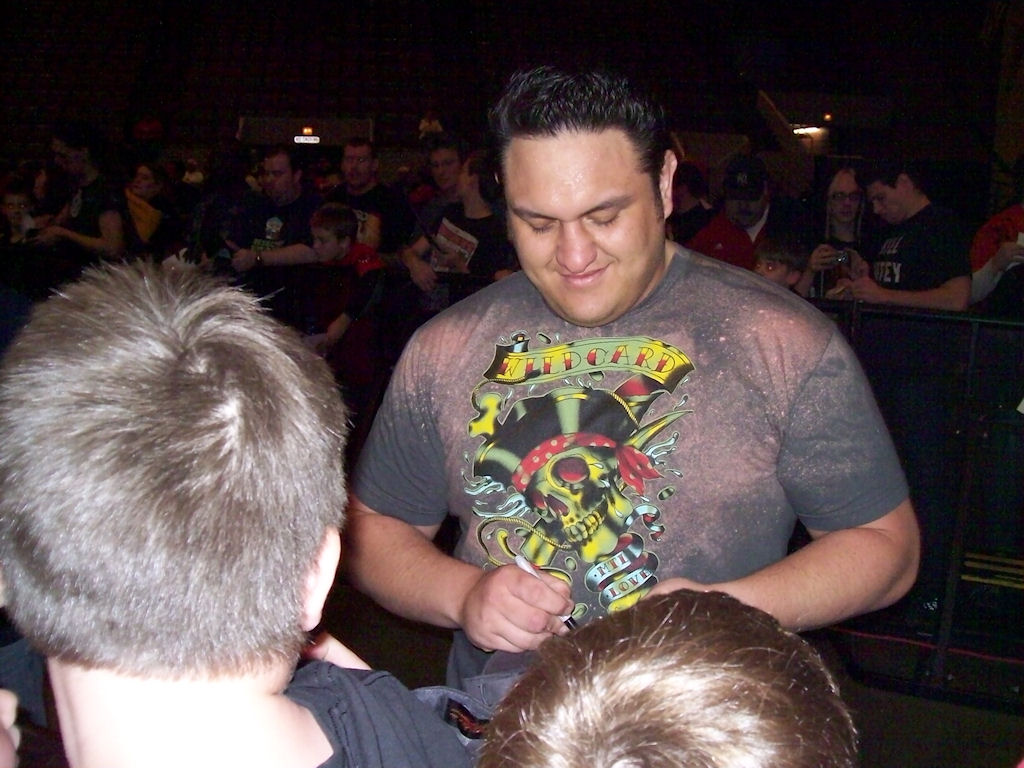
Joe firmando autógrafos para los fanes.

De regreso en los Estados Unidos, Joe firmó con la promoción de lucha libre Ring of Honor en 2002. Debutó en Glory by Honor como el enforcer de Christopher Daniels, traído para dañar a su principal enemigo, Low-Ki. A pesar de que solo tuvo contrato con ROH para una lucha, los oficiales quedaron sorprendidos con su desempeño, por lo que le ofrecieron un contrato de tiempo completo.
Joe rápidamente se convirtió en el Campeón Mundial de ROH, venciendo a Xavier en Filadelfia, Pensilvania el 22 de marzo de 2003. Mantuvo el título por 21 meses hasta que lo perdió con Austin Aries en Final Battle 2004, el 26 de diciembre. Durante el reinado de Joe, Pro Wrestling Illustrated oficialmente elevó el Campeonato de ROH al estatus de Campeonato Mundial luego de defenderlo contra el luchador inglés Zebra Kid en un espectáculo conjunto de ROH y Frontier Wrestling Alliance, el 17 de mayo de 2003.

#### 2004–2007
Con su histórico reinado con el título de ROH, elevó el campeonato desde una atracción de medio nivel a lo más alto en Ring of Honor. Joe fue especialmente famoso por su trilogía de defensas del título contra CM Punk (la segunda lucha en ganarse las "Five Stars" (cinco estrellas) por parte del Wrestling Observer Newsletter de Dave Meltzer, y la primera lucha americana en siente años en obtener dicho reconocimiento), y su lucha con el luchador japonés Kenta Kobashi.
Poco después de perder el Campeonato Mundial de ROH contra Austin Aries, Joe obtuvo su primer Campeonato Puro de ROH, venciendo a su entonces protegido Jay Lethal el 7 de mayo de 2005, en el evento Manhattan Mayhem en Nueva York. Tuvo posesión del título por tres meses, hasta que lo perdió contra Nigel McGuiness el 27 de agosto en el evento Dragon Gate Invasion.

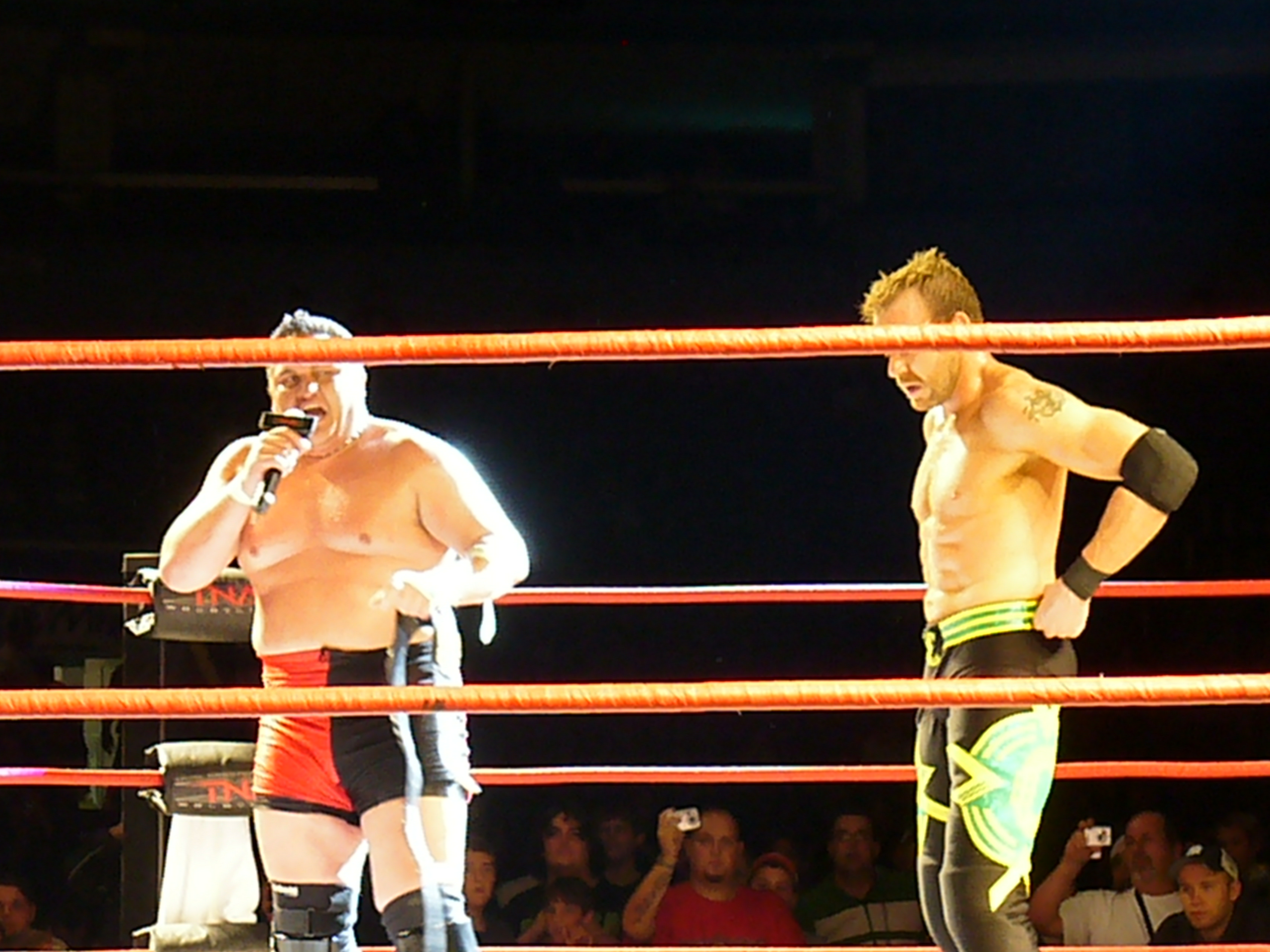
Joe junto a Christian Cage en la TNA.

En octubre de 2005, cuando la superestrella peso pesado Kenta Kobashi hizo un viaje a Estados Unidos que denominó como "once-in-a-lifetime" (solo una vez en la vida), este llegó a un acuerdo para participar en dos eventos de Ring of Honor. Los funcionarios de ROH eligieron a Joe, luchador de la empresa, para enfrentarse contra Kenta Kobashi en la primera noche y en una lucha en parejas en la segunda noche. Joe y Kobashi se enfrentaron en una lucha a la que Dave Meltzer le otorgó cinco estrellas para el Wrestling Observer Newsletter, en donde finalmente Kobashi se llevaría la victoria.
En 2006, Joe fue el luchador elegido por Ring of Honor para representar a la compañía en su búsqueda por desplazar a su promoción rival, Combat Zone Wrestling. ROH terminó desplazando a CZW luego de varios combates entre las compañías, donde Joe fue protagonista. Más adelante, hizo pareja con Homicide para luchar con los Briscoes, y al igual que Homicide, ir en busca por sí solo del Campeonato Mundial de ROH. Joe, sin embargo, se enfrascó en un feudo con el campeón Bryan Danielson, cuyo final llegó el 8 de diciembre en una Cage Match.
El 31 de enero, Joe anunció en el ROH Video Wire (por cable) que a partir del 4 de marzo, no seguiría siendo un luchador de ROH a tiempo completo. Todos los espectáculos que se hicieron hasta el 4 de marzo, eran parte del "Samoa Joe Farewell Tour" (Tour de despedida de Samoa Joe). El 4 de marzo, Joe venció a su clásico rival, Homicide, en su último combate en ROH, con un "Muscle Buster" desde la segunda cuerda.

### Total Nonstop Action Wrestling (2005–2015)

#### 2005
El 14 de junio de 2005 Joe anunció que había firmado un contrato con Total Nonstop Action Wrestling. Debutó oficialmente cinco días después en Slammiversary 2005, venciendo a Sonjay Dutt en una lucha en la que Mike Tenay le dio el sobrenombre de "The Samoan Submission Machine". Participó en el "Christopher Daniels's Invitational Super X Cup 2005", venciendo a Sonjay Dutt y a Alex Shelley para avanzar a la final del torneo en Sacrifice. Joe ganó el torneo venciendo a A.J. Styles, a pesar de la interferencia de Daniels, quien acudió a ayudar a Styles. Sin embargo, como resultado de la interferencia de Daniels, el director de TNA Larry Zbyszko programó una defensa del título para Unbreakable el 11 de septiembre, en una Triple Amenaza, incluyendo a Styles en la lucha. En dicho combate, Styles cubrió a Daniels ganando el Campeonato de la División X. Aunque no ganó el combate, el final hizo que Joe no perdiera su racha de invicto.
En Bound for Glory 2005 el 23 de octubre, Joe venció al veterano japonés Jushin "Thunder" Liger con la "Coquina Clutch". Luego, en Genesis 2005, formó equipo con Daniels, Alex Shelley, y Roderick Strong para enfrentarse a Sonjay Dutt, Chris Sabin, Matt Bentley, y Austin Aries en una lucha de ocho hombres con eliminación. Después de la victoria por parte de Daniels y Joe (Shelley y Strong fueron eliminados durante el combate), Joe atacó brutalmente a Daniels en el área cercana al ring, aplicándole dos "Muscle Busters".
En respuesta a lo sucedido, A.J. Styles llamó Joe al ring, en un episodio de Impact!, diciendo que su ataque a Daniels violó un código de respeto en la X Division, que no estaba escrito. Previo a Turning Point 2005, Joe atacó a Styles, diciendo que él no respetaba el código de la X Division. Joe venció a Styles en Turning Point ganando el Campeonato de la División X por segunda vez. Luego intentó lesionar a A.J., pero Christopher Daniels acudió a frenar su ataque.

#### 2006
Christopher Daniels se enfrentó a Joe en Final Resolution 2006 por el Campeonato de la División X, en un combate en donde A.J. Styles acudió al ring y lanzó una toalla en señal de rendición por parte de Daniels. Joe, Styles y Daniels se enfrentaron en Against All Odds 2006, lucha que terminó cuando Joe cubrió a Styles después de un "Muscle Buster", reteniendo su título. Continuó su feudo con Daniels y Styles hasta Destination X 2006, donde perdió el título con Daniels en un "Ultimate X Match". El 13 de abril de 2006, Joe recuperó el Campeonato de la División X, derrotando a Christopher Daniels.
Samoa Joe mantuvo su invicto en los siguientes eventos pago por visión de la empresa: en Lockdown derrotó a Sabu, en Sacrifice derrotó junto con Sting a Jeff Jarrett y Scott Steiner y en Slammiversary derrotó nuevamente a Steiner.
El 15 de mayo, Joe sufrió una lesión y se reportó que se había roto todos los ligamentos de la rodilla, a excepción de uno. Debió ser intervenido, en lo que fue una operación rápida y de corto tiempo de recuperación, ya que solo estuvo fuera de la acción por dos semanas.
El 22 de junio en TNA iMPACT!, Samoa Joe perdió el Campeonato de la División X en Triple Amenaza contra Sonjay Dutt y Senshi, pero al no ser él quien recibió el conteo, su invicto se mantuvo. Luego, en Victory Road perdió un combate en el cual participaron Joe, Sting, Christian Cage y Scott Steiner.
En la siguiente edición de iMPACT!, Joe respondió a un reto abierto hecho por Rhino. Fue pactada una lucha entre ambos pero Monty Brown, intervino queriendo retar a ambos. Joe derrotó a Brown y Rhino en un Falls Count Anywhere Match en Hard Justice, cuando cubrió a Monty Brown después de una "STO" en una mesa desde la rampa de la entrada.
Joe derrotó a Jeff Jarrett en No Surrender 2006. Después de la lucha, Joe robó el Campeonato Mundial de Jarrett, diciéndole a Jim Cornette que si Jarrett o Sting (el oponente de Jarrett en Bound for Glory) querían el título, deberían quitárselo a él. El 12 de octubre, Joe aceptó a devolverle el campeonato al ganador de la lucha entre Jarrett y Sting, con la condición de que le dieran una oportunidad a él. Esta oferta fue rechazada, y finalmente Joe fue advertido de que si no devolvía el campeonato iba a ser expulsado de la TNA. Kurt Angle debutó en la TNA atacando a Joe, después de que este se negara a devolver el campeonato, y durante el enfrentamiento Jarrett tomó el campeonato de vuelta.
En Bound for Glory 2006 el 22 de octubre, Samoa Joe derrotó a Raven, Brother Runt y Abyss en un "Monster's Ball Match". La lucha terminó cuando el árbitro especial Jake Roberts aplicó un "DDT" a Raven, ayudando a Joe a aplicarle el "Muscle Buster", ganando la lucha. Esa misma noche, Joe se enfrentó nuevamente a golpes con Kurt Angle, después de que Jim Cornette anunció que si Joe intervenía en el evento central de esa noche, sería despedido de la TNA.

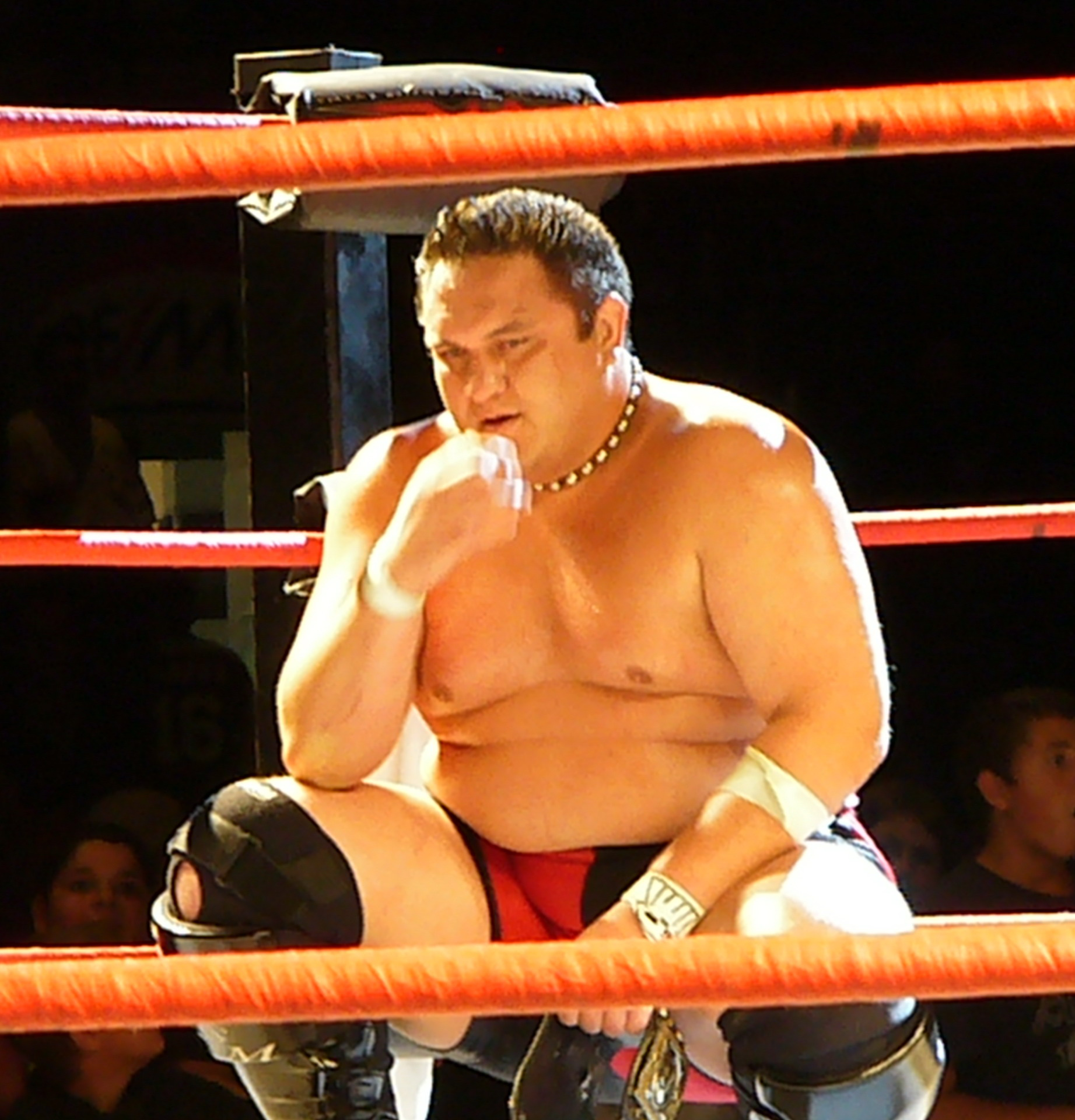
Joe en un house show de la TNA.

Joe y Angle se enfrentaron en Genesis 2006, pero fue derrotado después de rendirse con el "Ankle Lock". Esto terminó su racha invicta de 18 meses. Por el resto del 2006, Joe continuó su feudo con Angle, derrotándolo en TNA Turning Point antes de sufrir una lesión legítima que lo mantuvo inactivo por el resto del año.

#### 2007
El 14 de enero de 2007 en Final Resolution, Joe se enfrentó a Kurt Angle en un Iron Man Match de 30 minutos. Cuando solo quedaban unos pocos segundos, Joe tenía a Angle en el "Ankle Lock". Angle se rindió, pero lo hizo segundos después de que el tiempo expirara. Como resultado, Angle ganó la lucha 3-2.
El 14 de febrero en iMPACT!, Joe ganó un "Gauntlet Match", eliminando a Tomko, convirtiéndose en el retador número uno por el Campeonato de la NWA de Christian Cage en Destination X. Joe perdió con Cage después de que le revirtieran la "Coquina Clutch" en un pinfall usando las cuerdas para ayudarse.
Joe fue miembro del Team Angle en el "Lethal Lockdown match" en Lockdown 2007, donde el equipo de Joe salió victorioso.
En Sacrifice, Joe cubrió a A.J. Styles después de un "Coquina Clutch Suplex". El 24 de mayo de 2007 en iMPACT!, Joe se clasificó para el "King of the Mountain match" en Slammiversary derrotando a Sting con un "Samoan drop" después de que Christopher Daniels golpeara a Sting con un bate de béisbol. Joe perdió el "King of the Mountain match", cuando Kurt Angle colgó el campeonato. Joe se clasificó para la lucha de campeones en Victory Road, derrotando a Jay Lethal y Chris Sabin ganando el Campeonato de la División X en iMPACT!. En la lucha de campeones, Samoa Joe cubrió a Brother Devon después de que Kurt Angle aplicara el "Angle Slam", ganando el Campeonato Mundial en Parejas de la TNA desde Team 3D.
Joe retó a Angle a una lucha en Hard Justice, donde el TNA World Heavyweight Championship de Angle junto con el Campeonato de la División X y el Campeonato Mundial en Parejas de la TNA de Joe estuvieron en juego. La lucha finalmente la ganó Kurt Angle.

#### 2008–2009

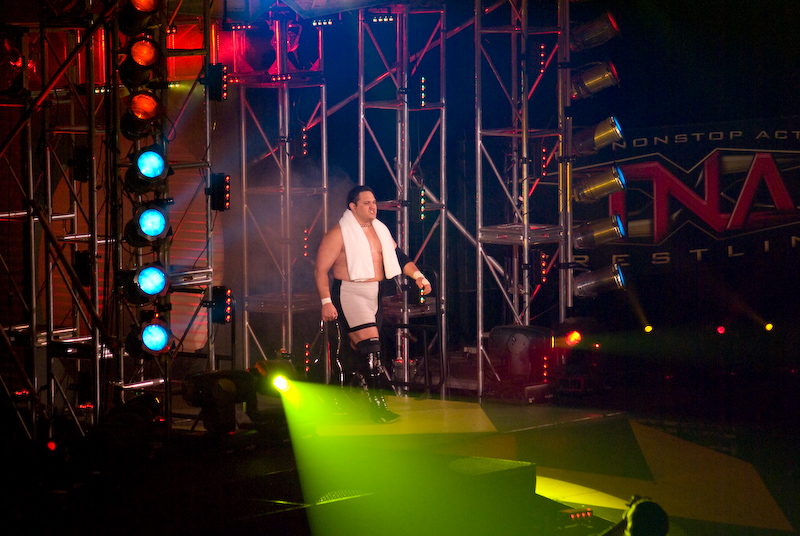
Joe en Bound for Glory IV.

Joe, después de derrotar a The Angle Allience (Kurt Angle, Tomko y AJ Styles) junto a Christian Cage y Kevin Nash en Destination X, peleó por el TNA World Heavyweight Championship en el espectáculo de pago por visión LockDown, donde derrotó a Kurt Angle, ganando el campeonato.
En el evento Sacrifice se le organizó un combate frente a Scott Steiner y el anterior campeón Kurt Angle (el cual no pudo luchar tras recaer en una legítima lesión, por lo que fue sustituido por Kazarian). Joe ganó la lucha tras aplicarle su "Muscle Buster" a Steiner, reteniendo así su TNA World Heavyweight Championship. Posteriormente en Victory Road y Hard Justice derrotó a Booker T reteniendo el campeonato. En No Surrender retuvo su campeonato frente a Kurt Angle y Christian Cage gracias a una interferencia de Jeff Jarrett.
Posteriormente entró en un feudo con Sting, contra quien se enfrentó en Bound for Glory IV por el TNA World Heavyweight Championship, perdiendo el título luego de que Kevin Nash golpeara a Joe. Tras esto, empezó un feudo con Nash, peleando contra él en Turning Point, perdiendo Joe.
Poco después, el 18 de diciembre de 2008 en TNA Impact!, The Main Event Mafia le atacó con una silla de acero, lesionándole de un brazo (kayfabe). A su regreso, tuvo un nuevo gimmick con la cara pintada, comportándose de manera más salvaje, persiguiendo y atacando a Scott Steiner desde Against All Odds hasta Destination X, donde luchó contra él, perdiendo por descalificación.
En Lockdown, el Team Jarrett (Jeff Jarrett, Joe, A.J. Styles & Christopher Daniels) derrotó al Team Angle (Kurt Angle, Booker T, Scott Steiner & Kevin Nash) en un Lethal Lockdown match. Luego, en Sacrifice, derrotó a Kevin Nash, forzándole a rendirse con una "Tazzmision". En Slammiversary participó en un King of the Mountain match por el TNA World Heavyweight Championship contra AJ Styles, Daniels, Jarrett, Angle y el campeón Mick Foley. Al final de la lucha, iba a ganar, pero le dio el campeonato a Angle, dándole la victoria. Con esto se volvió heel y pasó a formar parte de The Main Event Mafia. En Victory Road derrotó a Sting, debutando Taz durante la lucha como su mentor. Tras esto tuvo un feudo con Homicide, a quien derrotó en Hard Justice, ganando su cuarto Campeoanto de la División X de la TNA. Después empezó un feudo con Daniels, derrotándole en No Surrender y reteniendo el campeonato. Sin embargo, el 5 de octubre en una edición de iMPACT! lo perdió frente a Amazing Red después de una interferencia de Bobby Lashley, empezando un feudo con el segundo, perdiendo ante él en Bound for Glory.
Tras esto, empezó un feudo con el Campeón Mundial Peso Pesado de la TNA AJ Styles y con Daniels, enfrentándose los tres en una lucha en Turning Point por el título de Styles. A pesar de que Styles retuvo el título, Joe obtuvo en el Feast or Fired match de Final Resolution una oportunidad por el TNA World Heavyweight Championship.

#### 2010–2011

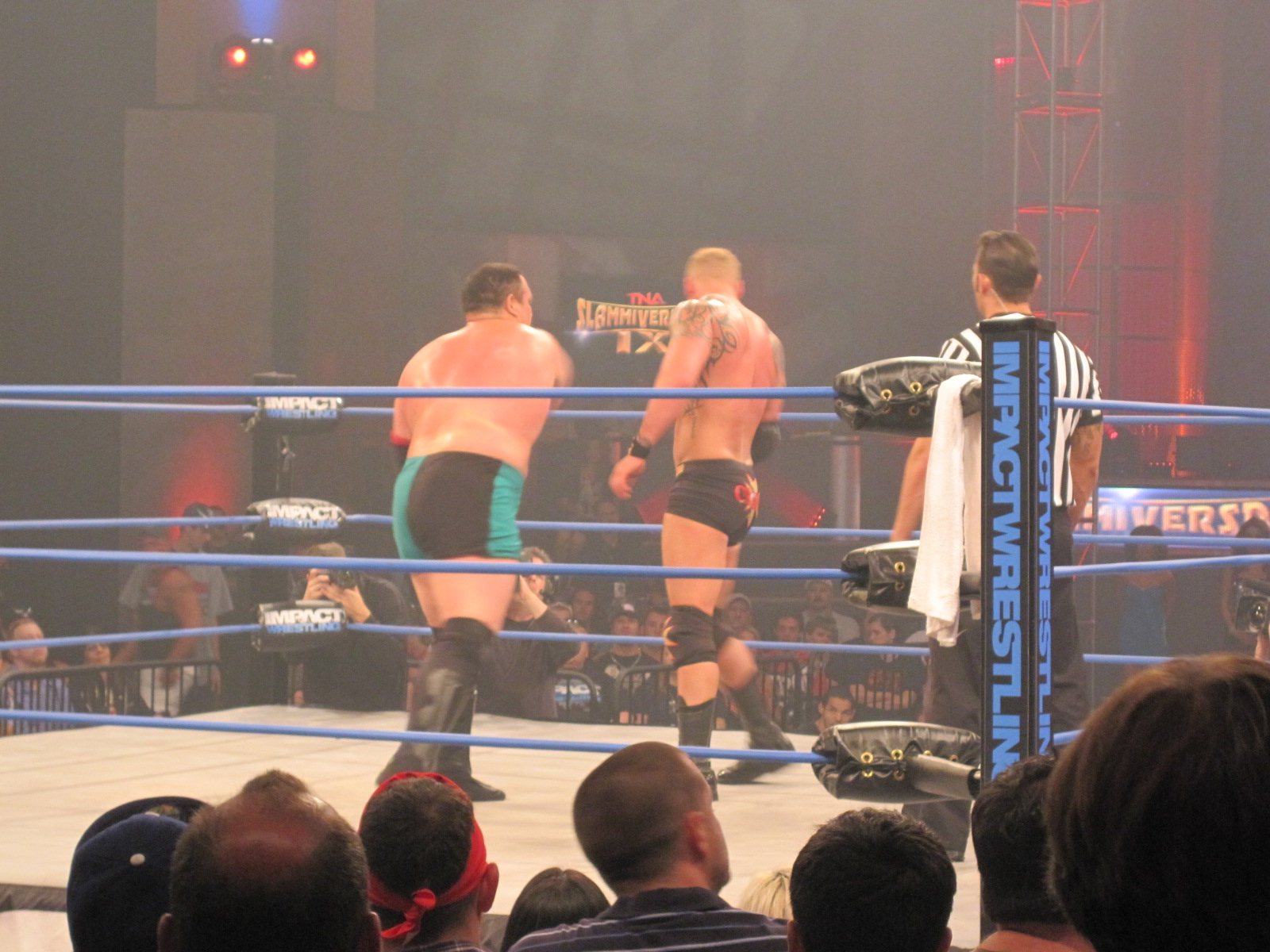
Joe luchando contra Crimson en Slammiversary IX.

A principios de febrero, Joe empezó un feudo con el Campeón Mundial Peso Pesado AJ Styles a causa del turn heel de Styles. Joe usó el maletín que contenía una oportunidad por el título en Against All Odds, pero fue derrotado. Tras esto, fue secuestrado y se pasó unos meses sin aparecer, regresando el 19 de abril en iMPACT! como miembro del Team Hogan (Jeff Jarrett, Abyss, Samoa Joe & Rob Terry), derrotando al Team Flair (Sting, James Storm, Robert Roode & Desmond Wolfe). Tras esto, continuó atacando a varios luchadores, como Kazarian, Douglas Williams o Matt Morgan, a quien hizo perder el Campeonato Mundial en Parejas de la TNA. En Victory Road, luchó junto a Terry contra AJ Styles y Kazarian, pero fueron derrotados después de que cubrieran a Terry. Tras esto, se enfrentó el 22 de julio a Jeff Hardy. Sin embargo, la lucha acabó en empate tras superar el límite de tiempo. A causa de esto, Joe se enfadó, ya que había pedido que no anunciaran que el tiempo se acababa, cosa que sí hicieron. Tras la lucha, irrumpió en la sala de producción del programa para quejarse, por lo que fue suspendido. Tras estar un mes suspendido, Joe hizo su regreso derrotando a Orlando Jordan. Tras la lucha, Jeff Jarrett le propuso una alianza ante Kevin Nash & Sting, a quienes se enfrentaron en No Surrender, ganando Joe & Jarrett. Luego se enfrentaron en Bound for Glory a Nash, Sting & D'Angelo Dinero, pero durante la lucha, Jarrett cambió a heel, dejando a Joe solo en el ring, perdiendo la lucha.
A causa de esto, Joe buscó venganza contra Jarrett, quien le atacó brutalmente dos semanas después de Bound for Glory, pero pudo volver para enfrentarse a Jarrett en Turning Point. Sin embargo, fue derrotado debido a la interferencia de los guardas de seguridad Gunner y Murphy. Durante este combate, Jarrett comenzó a usar movimientos de sumisión como el "Ankle Lock" y tras el evento, se autoproclamó un maestro de las Artes Marciales Mixtas, burlándose del movimiento de Joe, el Coquina Clutch. A causa de esto, en Final Resolution se enfrentaron en un Submisson match, pero, antes del combate, Gunner y Murphy atacaron el tobillo de Joe. Durante el combate, Jarrett le aplicó un "Ankle Lock" en ese tobillo, forzándole a rendirse. Posteriormente inició un feudo con D'Angelo Dinero, mandando a Okato a que le espiara, ya que malvertía el dinero de las donaciones que le hacían. Ambos se enfrentaron en Against All Odds, ganando Joe. Sin embargo, tras el combate, Dinero atacó a Joe hasta hacerle sangrar. Durante las siguientes semanas, Joe y Okato intentaron atacarle, pero Dinero capturó a Okato y le pegó una paliza. Finalmente, en Lockdown, Joe derrotó a Dinero, terminando el feudo.
Luego se enfrentó en Impact! al invicto Crimson. Sin embargo, tras el combate, Abyss atacó a su rival y Joe le abandonó en dos ocasiones, diciendo que él no había necesitado la ayuda de nadie durante su racha invicta de 18 meses, volviéndose un Tweener. En Slammiversary IX, Joe fue derrotado por Crimson, manteniendo el segundo su invicto. La semana siguiente, intentó pactar con A.J. Styles y Christopher Daniels un combate entre los tres en Destination X, pero fue excluido del combate. Tras esto, su racha de derrotas continuó con otros luchadores del Bound for Glory Series, perdiendo ante Rob Van Dam, Devon, Kazarian en Destination X y Bobby Roode. Su racha de derrotas terminó el 4 de agosto en Impact Wrestling al derrotar a D'Angelo Dinero por sumisión, pero la decisión fue revertida al no parar de aplicarle la llave, consiguiendo -10 puntos en el torneo. Finalmente, Joe acusó a la dirección de TNA por estar en contra suya y no querer que ganara. Tras anunciar su intención de sabotear el torneo, atacó en las siguientes semanas a Devon, Dinero y al líder del torneo Crimson, causándoles a todos una lesión que les obligó a retirarse del torneo (Kayfabe). El 1 de septiembre, cuando intentó interferir en la lucha entre Van Dam y Gunner, fue detenido por Matt Morgan. Esa misma noche ambos se atacaron en el ring, terminando con Joe golpeándole con una silla de acero. Sin embargo, se enfrentaron en No Surrender, donde Joe fue derrotado. En la siguiente edición de Impact Wrestling, Joe ganó su primer combate en meses al derrotar a Morgan en la revancha en un Submission match. Sin embargo, reanudó su feudo com Crimson cuando regresó de su lesión, siendo derrotado por ambos en las siguientes ediciones de Impact Wrestling. Finalmente, en Bound for Glory se pactó una lucha entre los tres, siendo Joe derrotado por Crimson.

#### 2012
El 5 de enero de 2012 en Impact Wrestling, Magnus & Samoa Joe derrotaron a A.J. Styles & Kazarian, ganando un torneo de cuatro semanas para determinar a los retadores al Campeonato Mundial en Parejas de la TNA. Sin embargo, en Genesis, él y Magnus fueron derrotados por Crimson & Matt Morgan en un combate por el Campeonato Mundial en Parejas de la TNA. A pesar de su derrota, continuaron haciendo equipo, atacando a los campeones las dos ediciones siguientes de Impact Wrestling. El 2 de febrero, consiguieron otra oportunidad por los títulos al derrotarles. En Against All Odds, Joe & Magnus derrotaron a Crimson & Morgan, consiguiendo el Campeonato Mundial en Parejas de la TNA. El 23 de febrero en Impact Wrestling, Joe & Magnus derrotaron nuevamente a Crimson & Morgan en la revancha. En Victory Road nuevamente derrotaron a Crimson & Morgan reteniendo los Campeonatos.
El 22 de marzo en Impact Wrestling, defendieron de nuevo sus títulos ante Mexican America (Anarquía & Hernández), ganando el combate. En Lockdown, tuvieron otra defensa exitosa ante The Motor City Machine Guns en un Steel Cage Match. Finalmente, perdieron los títulos en Sacrifice ante Christopher Daniels & Kazarian. El 31 de mayo en Impact Wrestling, Joe tuvo una confrontación con el Campeón de la X División Austin Aries, lo que llevaría a que Joe le costara a Aries su combate frente a Crimson la semana siguiente. En Slammiversary, Joe se enfrentó a Austin Aries por el Campeonato de la X División, siendo derrotado. En el siguiente Impact Wrestling, fue introducido como parte del Bound for Glory Series. En Destination X derrotó a Kurt Angle por el Bound for Glory Series luego de que Angle no reaccionara tras recibir un Coquina Clutch. Cuando acabó de luchar contra todos los oponentes del torneo, su puntaje le situó como el segundo, avanzando a las semifinales. Sin embargo, en No Surrender fue eliminado por Jeff Hardy. El 27 de septiembre, derrotó a Mr. Anderson para ganar el vacante Campeonato Televisivo de la TNA, convirtiéndsoe en el tercer Gran Campeón. Luego, tuvo su primera defensa exitosa la semana siguiente, derrotando a Rob Van Dam. En Bound for Glory, retuvo con éxito el título ante su antiguo compañero Magnus.
Joe continuó teniendo defensas exitosas las siguientes semanas, derrotando a Robbie E el 18 de octubre, y a Robbie T la semana siguiente. El 1 de noviembre, retomó su rivalidad con Magnus cuando se enfrentaron en un combate de revancha en Impact Wrestling, el cual ganó Joe por descalificación cuando Magnus le atacó con una llave inglesa. En Turning Point retuvo el título contra Magnus en un No DQ Match, forzándolo a rendirse. El 6 de diciembre en Impact Wrestling perdió el título contra Devon luego de la interferencia de Aces & Eights. En Final Resolution formó equipo con Kurt Angle, Garett Bischoff y Wes Brisco derrotando a Aces & Eights.

#### 2013–2015
El 10 de enero, se develó que Mr. Anderson pertenecía a Aces & Eights. Esa misma noche, Angle iba a enfrentarse a Anderson, pero fue atacado por detrás con un martillo por Knox. Ante esto, en Genesis Joe enfrentó a Mr. Anderson, pero fue derrotado luego de ser distraído por Knox. En Lockdown formó un equipo con Sting, James Storm, Magnus y Eric Young derrotando a Ases & Eights en un Lethal Lockdown Match. Hizo su regreso el 23 de mayo en Impact Wrestling, salvando a su antiguo compañero Magnus de un ataque de Aces & Eights. En Slammiversary XI hizo equipo con Magnus y Jeff Hardy derrotaron a Aces & Eights (Mr. Anderson, Garett Bischoff y Wes Brisco). La semana siguiente, derrotó a Robbie E, clasificándose para las 2013 Bound for Glory Series. El 27 de junio en Impact Wrestling, Joe recibió ayuda para ganar por sumisión a Mr. Andersone en un combate del torneo por Kurt Angle y Sting, incluyéndole en la nueva formación del Main event Mafia. El 10 de octubre se incluyó en un Ultimate X match en Bound For Glory contra Manik, Austin Aries, Chris Sabin and Jeff Hardy por el Campeonato de la División X de Manik. Sin embargo, no pudo ganar, siendo Sabin el ganador. El 27 de junio (emitido el 7 de agosto) derrotó a Seiya Sanada y Low Ki, ganando por quinta vez el campeonato de la División X. En Hardcore Justice, Joe defendió con éxito el Campeonato de la División X contra Low Ki. Sin embargo, fue despojado del título por una lesión. En Bound For Glory, la empresa le dio el título de nuevo por una noche para defenderlo contra Low Ki y Kaz Hayashi.

### Pro Wrestling Noah (2007, 2012)
El 25 de octubre de 2007, debutó en Pro Wrestling Noah en el evento Yokohoma Red Brickhouse, haciendo equipo con Yoshihiro Takayama para derrotar a Mitsuharu Misawa & Takeshi Morishima. Dos días después, se enfrentó a Misawa por el Campeonato Peso Pesado de la GHC en el Budokan Hall, pero fue derrotado por el campeón.
El 22 de julio de 2012, regresó a Noah junto al luchador de TNA Magnus, donde derrotaron a Akitoshi Saito & Jun Akiyama para ganar el Campeonato en Parejas de la GHC. Sin embargo, lo perdieron el 8 de octubre en su primera defensa ante Kenta & Maybach Taniguchi.

### WWE (2015–2021, 2021-2022)

#### NXT Wrestling (2015–2017)

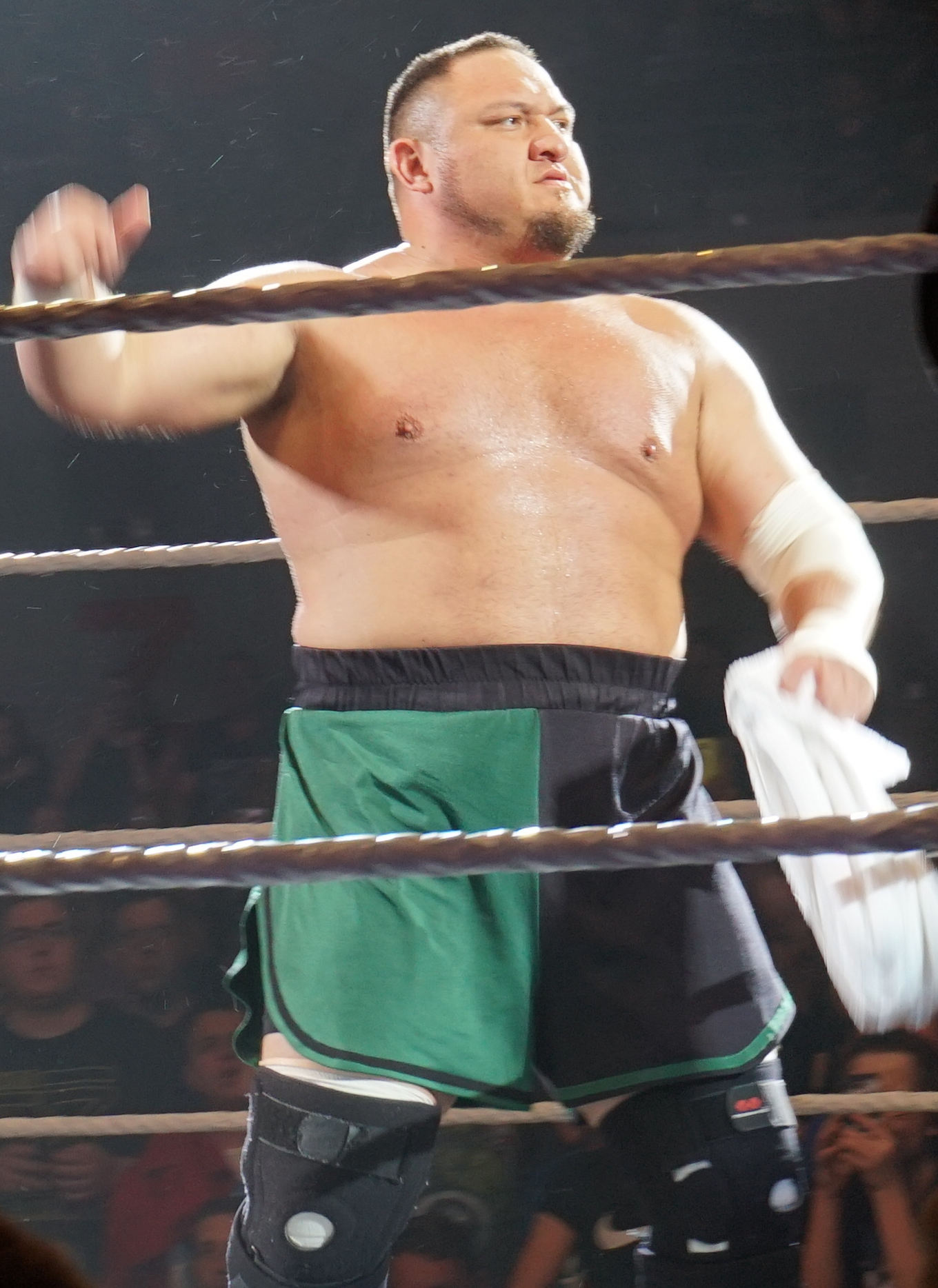
Joe en 2017.

El 20 de mayo de 2015 en NXT TakeOver: Unstopabble, Joe hizo su debut no anunciado durante el evento principal después de detener a Kevin Owens de atacar a un lesionado Sami Zayn con una silla de acero. Si bien inicialmente a Joe se le permitió continuar trabajando también fuera de la WWE, el 1 de junio se informó de que la WWE decidió ficharlo a un contrato a tiempo completo debido a sus impresionantes ventas de mercancía. Joe hizo su debut en el ring en el episodio del 10 de junio de NXT, derrotando a Scott Dawson. Después de semanas de tensión entre Joe y Kevin Owens, los dos lucharon en el episodio del 17 de junio de NXT. Después de que la lucha terminó sin resultado, los dos seguirían peleando hasta que tuvieron que ser separados. El 5 de agosto en un episodio de NXT, derrotó a Rhyno con quien tuvo un corto feudo puesto que después de Rhyno, venía Baron Corbin con quien tuvo una lucha en NXT TakeOver: Brooklyn donde Joe venció a Corbin.
Previamente en NXT TakeOver: Brooklyn, William Regal anunció el torneo de equipos denominado "The Dusty Rhodes Tag Team Classic" (en honor al fallecido Dusty Rhodes) por lo que Samoa Joe empezó a trabajar en equipo con el Campeón de NXT Finn Bálor y junto a él, vencieron a algunos equipos durante el torneo como The Lucha Dragons, a Enzo Amore y Colin Cassady, a The Mechanics (Dash Wilder y Scott Dawson), y en NXT TakeOver: Respect, se determinó la final del torneo entre Joe y Bálor contra Corbin y Rhyno, donde Joe y Bálor vencieron a Corbin y Rhyno, ganando así el torneo.
El 4 de noviembre en NXT, Samoa Joe cambió a heel tras atacar a su compañero de equipo Finn Balor mientras este luchaba contra Apollo Crews por lo que estableció un feudo con el campeón de NXT. En NXT TakeOver: London, Joe perdió contra Bálor por el Campeonato de NXT. La rivalidad continuó hasta 2016, en NXT TakeOver: Dallas donde Joe nuevamente perdió después de que Bálor revirtiera su Coquina Clutch en un Roll-Up, todo esto por el Campeonato de NXT. Finalmente, el 21 de abril en un House Show, venció a Bálor ganando así, el Campeonato de NXT. Defendió su título frente a Bálor en NXT TakeOver: The End, significando esta su primera victoria titular en un TakeOver y su primera defensa del título.  El 13 de julio en NXT, fue confrontado con Rhyno quien realizaba su retorno, a quien derrotó la semana siguiente. Tras esto, William Regal designó a Shinsuke Nakamura como retador #1 al Campeonato de NXT en NXT TakeOver: Brooklyn II. En NXT TakeOver: Brooklyn II, fue derrotado por Nakamura, perdiendo el título. Tras esto, se confirmó que Joe estaría fuera de las transmisiones de NXT debido a una dislocación en la mandíbula, provocado por el "Kinshasa" de Nakamura.
La semana siguiente en NXT, hizo su regreso atacando a Nakamura y amenazando a William Regal con arruinar NXT si no tenía una nueva lucha con Nakamura. Las siguientes semanas en NXT, empezó a atacar a varios luchadores del roster con el fin de intimidar a Regal. El 12 de octubre en NXT, atacó a Wesley y Blake quienes tenían una lucha. Tras esto, nuevamente amenazó a Regal pero Nakamura hizo su regreso para confrontar a Joe y empezaron a agredirse a tal punto de que fueron separados por seguridad. En NXT TakeOver: Toronto, derrotó a Nakamura, no solo ganando el Campeonato de NXT por segunda vez sino también, le quitó el invicto a Shinsuke Nakamura. pero perdió el campeonato poco después ante Nakamura. El 14 de diciembre en NXT, Joe fue derrotado nuevamente por Nakamura en un Steel Cage Match. Tras esto, no volvió a aparecer en NXT, excepto en la primera fila de espectadores durante NXT TakeOver: San Antonio.

#### 2017
El 30 de enero en Raw, Joe apareció tan solo para atacar a Seth Rollins por órdenes de Triple H. Debido a este ataque, Rollins fue lesionado. El 6 de febrero en Raw, Joe hizo su presentación oficial como parte del roster de Raw por parte de Stephanie McMahon. Esa misma noche, tuvo su primera lucha contra Roman Reigns, obteniendo la victoria gracias a la interferencia de Braun Strowman. En Fastlane, derrotó a Sami Zayn por K.O.
Tras WrestleMania 33, comenzó una intensa rivalidad con Seth Rollins. En Payback, fue derrotado por Rollins. En vías a Extreme Rules, Joe fue anunciado para un Fatal 5-Way Extreme Rules Match para ser retador #1 al Campeonato Universal de WWE, donde fueron incluidos Finn Bálor, Roman Reigns, Seth Rollins y Bray Wyatt. En Extreme Rules, ganó la lucha al dejar K.O a Bálor. El 12 de junio en Raw, Joe salió para atacar a Brock Lesnar, siendo detenidos por el roster de Raw, cambiando así a tweener. En Great Balls of Fire, fue vencido por Lesnar.
El 10 de julio en Raw, salió para confrontar a Lesnar y a Reigns por una nueva oportunidad titular. Kurt Angle determinó una lucha entre Reigns y Joe donde el ganador se enfrentaría a Lesnar por el Campeonato Universal. El 17 de julio en Raw, su lucha con Reigns terminó sin resultado debido a que Braun Strowman interfirió atacando a ambos. El 24 de julio en Raw, Angle anunció que la lucha por el Campeonato Universal sería un Fatal 4-way Match entre Lesnar, Reigns, Joe y Strowman. Al instante, Joe, Reigns y Strowman se atacaron entre sí, a tal punto de que, el personal de seguridad y el roster de Raw salió para separarlos. El 14 de agosto en Raw, Joe salió para confrontar a Lesnar, Reigns y Strowman pero terminaron atacaron entre ellos, donde nuevamente intervino el personal de seguridad y el roster de Raw. En SummerSlam, no logró ganar la lucha, siendo Lesnar el vencedor. Tras esto, dejó de aparecer en Raw debido a una lesión de rodilla.
El 30 de octubre en Raw, regresó instantáneamente después de que Nia Jax derrotara a Bayley. Esa misma noche, derrotó a Apollo Crews. El 6 de noviembre se enfrentó a Finn Bálor para formar parte del Team Raw en Survivor Series pero acabaron atacando se luego el G.M. y capitán del Team Raw Kurt Angle eligió a Joe y Bálor para ser parte del Team Raw. El 20 de noviembre formó parte del Team Raw en Survivor Series siendo eliminado por John Cena. El 25 de diciembre en Raw, derrotó a Roman Reigns por el Campeonato Intercontinental, por descalificación.

#### 2018
El 1 de enero en Raw, Joe se enfrentó a Roman Reigns nuevamente por el Campeonato Intercontinental, pero fue derrotado. El 8 de enero en Raw, Joe derrotó fácilmente a Rhyno. Más tarde esa misma noche, Joe informó una lesión menor en el pie que lo obligó a permanecer fuera de la escena por un corto tiempo. A causa de esta lesión, Joe no participó en el Mixed Match Challenge y Royal Rumble. El 17 de abril de 2018, Joe fue cambiado de marca a través del Superstar Shake-up e hizo su debut en SmackDown Live derrotando a Sin Cara. A pesar de haber sido transferido, Joe continuó su rivalidad con Reigns. En Backlash, fue derrotado por Reigns.
El 22 de mayo en SmackDown, Joe debió enfrentarse a Big Cass pero debido a una lesión, se decidió en una lucha entre Daniel Bryan y Jeff Hardy donde el vencedor se enfrentaría a Joe. El 29 de mayo en SmackDown, Cass reapareció anunciando su alta médica para competir pero ya se había pactado la anterior lucha por lo que, Joe debía enfrentarse a Cass y a Bryan, siendo Joe vencedor de este encuentro. Después de la lucha, Cass nuevamente atacó a Bryan y a Joe. En Money in the Bank, participó en el Money in the Bank Ladder Match junto a Braun Strowman, Finn Bálor, The Miz, Rusev, Bobby Roode, Kevin Owens y Kofi Kingston pero no logró ganar.
A partir de esto, comenzó una rivalidad con AJ Styles en base al Campeonato de la WWE. En los eventos de SummerSlam, Super-Show-Down y Hell In A Cell, Joe obtuvo una victoria y 2 derrotas, respectivamente. Por lo que el feudo entre Styles y Joe terminó.

#### Feudos finales y paso como comentarista (2019 - 2021)
El 23 de diciembre, Joe sería atacado por AOP. La semana siguiente, Joe haría su regreso, salvando a Kevin Owens de un ataque de AOP, pasando a ser face por primera vez desde 2015. Joe haría su aparición en el Royal Rumble con la posición N° 29, siendo eliminado por Seth Rollins. El 10 de febrero en Raw, el equipo de Joe, Owens y The Viking Raiders perdió ante Rollins, Buddy Murphy y AOP. Esta sería su última lucha por más de un año.
El 20 de febrero de 2020, se reveló que Joe había sufrido otra lesión, lastimándose la cabeza durante un rodaje de un comercial y no se le dio el alta médica para competir. Cuatro días después, Joe fue suspendido por treinta días debido a una violación del Programa de Salud y Bienestar de Talentos de la WWE. En el episodio del 27 de abril de Raw, Joe volvió a formar parte de la programación habitual como comentarista, sustituyendo a Jerry Lawler. Joe permanecería en el equipo de comentaristas de la marca roja hasta el 12 de abril de 2021, luego de WrestleMania 37, siendo reemplazado por Corey Graves.
El 15 de abril de 2021 Joe, junto a otros trabajadores, fue liberado de su contrato con la WWE, en medio de los recortes económicos producto de la pandemia de COVID-19.

#### Regreso a WWE, tercer reinado como Campeón de NXT (2021 - 2022)
El 14 de junio de 2021 se informó que Joe fue recontratado por la WWE, a petición de Paul Levesque, para formar parte de NXT. El 15 de junio hace su regreso a NXT como el asistente del Gerente General William Regal, y encarando al campeón de NXT, Karrion Kross, y posteriormente a Adam Cole. Luego de un breve período como asistente de Regal, comienza un feudo con Kross en torno al Campeonato de NXT, ganando el título en NXT TakeOver 36, y convirtiéndose así en el primer tres veces campeón de la marca. El 12 de septiembre, Joe renunció al campeonato debido a una lesión de acuerdo a WWE, sin embargo en 2022, Joe indicó que esto se debió a un diagnóstico positivo de COVID-19, además de diferencias creativas con Vince McMahon respecto a la dirección que tomaría la marca al convertirse en NXT 2.0. Luego de su recuperación, Joe fue asignado como entrenador hasta el 6 de enero de 2022, donde fue liberado nuevamente de su contrato con la WWE, sin haber tenido una aparición televisiva luego de su reinado como campeón.

### All Elite Wrestling (2022 - presente)
Joe regresó a Ring of Honor el 1 de abril de 2022, durante el evento Supercard of Honor XV para ayudar a Jonathan Gresham y Lee Moriarty, después de que éstos fueran atacados por Jay Lethal y Sonjay Dutt. Después del evento, el presidente de ROH y AEW, Tony Khan, anunció a través de su cuenta de Twitter que Joe había firmado con All Elite Wrestling.

#### Regreso a Ring of Honor, primer reinado como Campeón Televisivo (2022 - presente)
Joe hizo su debut en AEW Dynamite el 6 de abril, derrotando a Max Caster en un combate clasificatorio para el torneo de la Fundación Owen Hart. La semana siguiente se enfrenta a Minoru Suzuki por el Campeonato Mundial Televisivo de ROH resultando victorioso, siendo luego atacado por Lethal, Dutt y Satnam Singh, quien realizaba su debut en AEW. Esto convierte a Joe en campeón de triple corona de ROH.

## Campeonatos y logros
- All Elite Wrestling/AEW
  - AEW World Championship (1 vez)
  - AEW TNT Championship (2 veces)

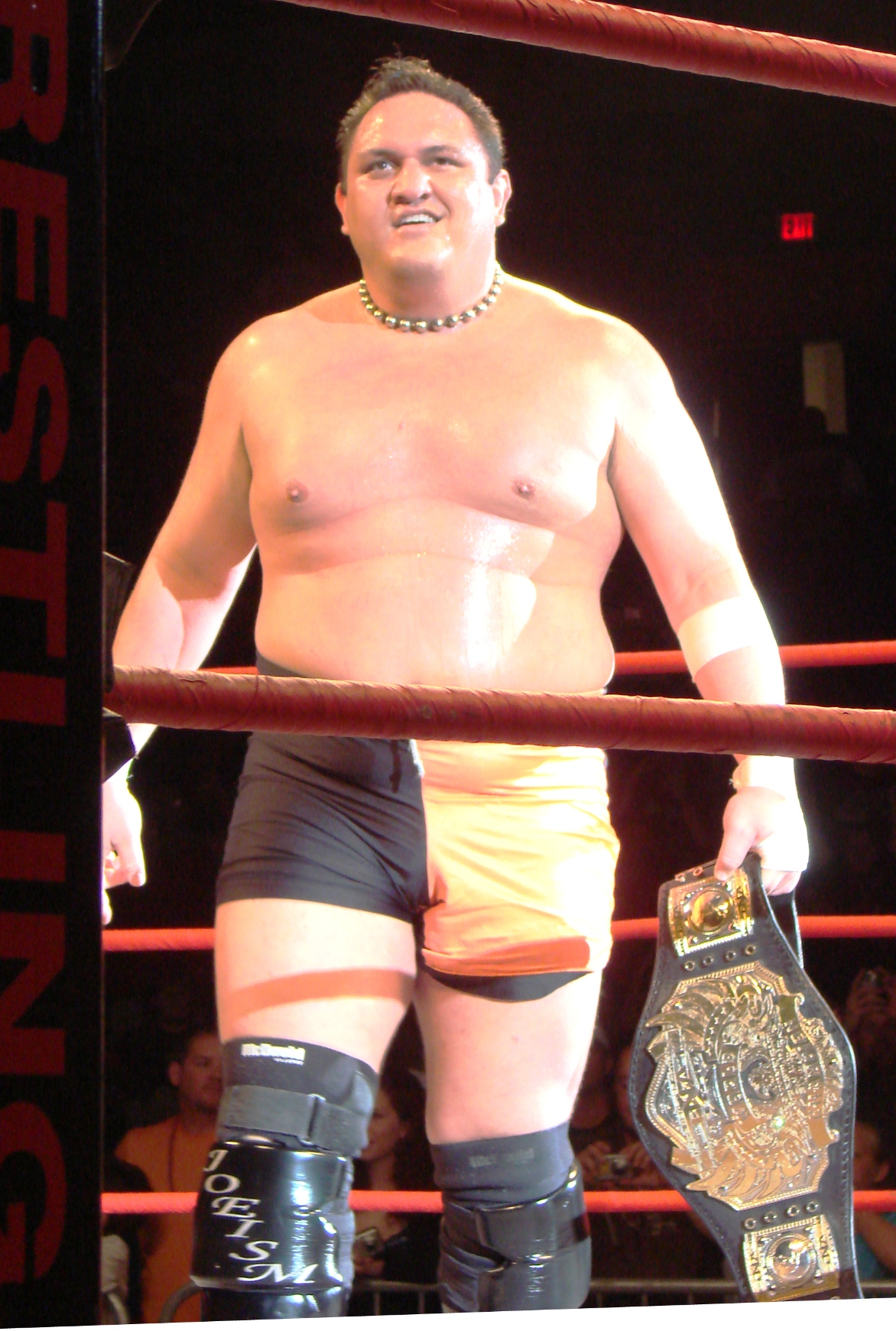
Joe como Campeón Mundial Peso Pesado de TNA.

  - AEW Grand Slam World Title Eliminator Tournament (2023)
  - AEW World Trios Championship (1 vez, actual)  – con Powerhouse Hobbs & Katsuyori Shibata

- Pro Wrestling NOAH/NOAH
  - GHC Tag Team Championship (1 vez) – con Magnus

- Ring of Honor/ROH
  - ROH World Championship (1 vez)
  - ROH World Television Championship (1 vez)
  - ROH Pure Championship (1 vez)
  - Triple Crown Championship (séptimo)
  - ROH Hall of Fame (2022)[127]

- Total Nonstop Action Wrestling/TNA
  - TNA World Heavyweight Championship (1 vez)
  - TNA World Tag Team Championship (2 veces) – en solitario (1) y con Magnus (1)
  - TNA X Division Championship (5 veces)
  - TNA Television Championship (1 vez)
  - King of the Mountain (2008)
  - Feast or Fired (2009)
  - Super X Cup (2005)
  - Gauntlet for the Gold (2007)
  - Mr. TNA (2006)
  - Mr. X Division (2006)
  - Triple Crown Champion (Tercero, una vez)
  - Grand Slam Champion (Tercero, una vez)
  - TNA Year End Awards (6 veces)
    - Mr. TNA (2006, 2007)
    - X-Division Star of the Year (2006)
    - Feud of the Year (2006, 2007) vs. Kurt Angle
    - Finisher of the Year (2007) Muscle Buster

- World Wrestling Entertainment/WWE
  - NXT Championship (3 veces)
  - WWE United States Championship (2 veces)
  - Dusty Rhodes Tag Team Classic (Primer ganador) - con Finn Bálor

- Pro Wrestling Illustrated
  - Feudo del año (2007) vs. Kurt Angle[128]
  - Luchador más popular del año (2006)[129]
  - Clasificado en el puesto n.º 314 en los PWI 500 de 2001[130]
  - Clasificado en el puesto n.º 230 en los PWI 500 de 2002[131]
  - Clasificado en el puesto n.º 155 en los PWI 500 de 2003[132]
  - Clasificado en el puesto n.º 34 en los PWI 500 de 2004[133]
  - Clasificado en el puesto n.º 22 en los PWI 500 de 2005[134]
  - Clasificado en el puesto n.º 4 en los PWI 500 de 2006[135]
  - Clasificado en el puesto n.º 12 en los PWI 500 de 2007[136]
  - Clasificado en el puesto n.º 4 en los PWI 500 de 2008[137]
  - Clasificado en el puesto n.º 29 en los PWI 500 de 2009[138]
  - Clasificado en el puesto n.º 31 en los PWI 500 de 2010[139]
  - Clasificado en el puesto n.º 42 en los PWI 500 de 2011[140]
  - Clasificado en el puesto n.º 51 en los PWI 500 de 2012[141]
  - Clasificado en el puesto n.º 41 en los PWI 500 de 2013[142]
  - Clasificado en el puesto n.º 31 en los PWI 500 de 2014[143]
  - Clasificado en el puesto n.º 46 en los PWI 500 de 2015[144]
  - Clasificado en el puesto n.º 14 en los PWI 500 de 2016[145]
  - Clasificado en el puesto n.º 7 en los PWI 500 de 2017[146]
  - Clasificado en el puesto n.º 23 en los PWI 500 de 2018[147]
  - Clasificado en el puesto n.º 11 en los PWI 500 de 2019[148]
  - Clasificado en el puesto n.º 207 en los PWI 500 de 2020[149]
  - Clasificado en el puesto n.º 14 en los PWI 500 de 2023[150]
  - Clasificado en el puesto n.º 11 en los PWI 500 de 2024[151]

- Wrestling Observer Newsletter
  - Lucha 5 Estrellas (2004) vs. CM Punk en ROH Joe vs. Punk II el 16 de octubre
  - Lucha 5 Estrellas (2005) vs. AJ Styles and Christopher Daniels en TNA Unbreakable  el 11 de septiembre
  - Lucha 5 Estrellas (2005) vs. Kenta Kobashi en ROH Joe vs. Kobashi en octubre
  - Luchador más Sobresaliente - (2005)
  - Situado en el Nº5 del WON Luchador de la década (2000–2009)[152]
  - Situado en el Nº7 del WON Luchador más destacado de la década (2000–2009)[152]

## DVD
- Best of Samoa Joe: ROH World Champion. (2003). Ring of Honor.[153]
- Straight Shootin' with Samoa Joe. (2004). Ring of Honor.[154]
- Best of Samoa Joe Vol. 2: The Champ is Here. (2004), Ring of Honor.[155]
- Straight Shootin' with Samoa Joe & CM Punk. (2005). Ring of Honor.[156]
- Best of Samoa Joe Vol. 3: ROH Legend. (2005). Ring of Honor.[157]
- Unstoppable: The Best of Samoa Joe. (2006). Total Nonstop Action Wrestling.[158]